# Augustin Mansion
Augustin Mansion (Antwerpen, 5 augustus 1882 - Leuven, 20 oktober 1966) was een Belgisch rooms-katholiek priester, hoogleraar, theoloog en filosoof.

## Levensloop
Hij was een zoon van de Gentse hoogleraar wiskunde Paul Mansion. Zijn broer, Joseph Mansion, was hoogleraar filologie aan de universiteit van Gent.
Hij studeerde in Leuven en promoveerde in 1903 tot doctor in de wijsbegeerte. Na studies aan het Groot Seminarie van Gent en priesterwijding in 1905, studeerde hij verder aan de Gregoriana in Rome en promoveerde er tot doctor en magister in de godgeleerdheid.
Hij werd een gewaardeerd specialist van Aristoteles. Zijn in 1913 gepubliceerde thesis, Introduction à la physique aristotélicienne (Louvain / Paris, 1913, tweede editie in 1945, opnieuw gedrukt in 1987), is steeds als een standaardwerk beschouwd.
Hij doceerde aan het Sint-Thomasinstituut, het Hoger instituut voor wijsbegeerte aan de Katholieke Universiteit Leuven. Hij werd voorzitter van de Société Internationale pour l'Etude de la philosophie médiévale en publiceerde talrijke studies over de filosofie van Aristoteles.
Mansion was tevens lid van de Koninklijke Vlaamse Academie van België voor Wetenschappen en Kunsten. Hij werd benoemd tot erekanunnik en huisprelaat van de paus. Het in 1956 opgerichte Centrum De Wulf-Mansion voor oude, middeleeuwse en renaissancefilosofie werd genoemd naar hem en naar de filosoof Maurice De Wulf (1867–1947).
Zijn nicht, Suzanne Mansion, dochter van Joseph Mansion, werd na hem hoogleraar filosofie aan de KU Leuven.

## Publicaties
- Act en potentie in de Metaphysica van Aristoteles. Historisch-philologisch onderzoek van boek IX en boek V der Metaphysica.
- Aristote. Traductions et études, Collection publiée par l'Institut supérieur de philosophie de l'Université de Louvain. Introduction à la physique aristotélicienne.